# 世界の大洋

世界の大洋を含む、世界の海を示したアニメーション。地球を取り巻く水の塊、世界の大洋は、比較的自由にお互いの水塊を交換するいくつかの主な部分に分けられる。5つの海はたいてい次のように分けられると考えられている。: 太平洋、大西洋、インド洋、北極海、南極海;北極海と南極海は初めの3つの大洋に含まれることがある。

世界の大洋（せかいのたいよう、英語: World Ocean, global ocean）とは、互いに連携し合っている地球の海水の1つの系である。水半球の大部分、そして地球表面のおよそ71%を占める。

## 概要
世界の大洋の、比較的自由に各部分同士で交換し合う統一性と連続性は海洋学にとって、根幹となる重要なことである。 統一性と連続性は多くの主要な大洋的な区域に分けられている。大洋的な区域は大陸と様々な海洋学的特徴によって範囲が決められている: 大西洋、北極海（時折大西洋の内海だと見なされることがある）、インド洋、太平洋、南極海（南極海は時折、大西洋、インド洋、太平洋の南部として考えられることがある）他に、海水は多くの小さな湾や内海や入り江に点在する。
世界の大洋は地球の歴史上で1つまたは複数の形で存在してきた。また概念としては (オーケアノスという形で)古典古代までさかのぼる。現代のWorld Oceanという概念はロシアの海洋学者、ユーリ・ショカルスキーによって20世紀初頭に新しく作られた。基本的に、地球の殆どを取り巻き、覆うひとつながりの大洋を表すための言葉である。
世界の大洋はひとつながりだが、南極海を中心に世界の大洋を以下のように描く事はできる。太平洋とインド洋と大西洋は南極海から北へと広がる入江で、さらに北へ行くと大西洋は北極海へと通じる。その北極海はベーリング海峡で太平洋と繋がる。
世界の大洋のそのおおよその形はほとんどの場合一定なものとして扱われる。とはいえ実際はそうではなく、大陸移動によってその形は常に変わり続けている。

## 各大洋について

### 太平洋（Pacific Ocean）
太平洋は世界で1番大きい海で、南は南極海から北は北極海まで広がり、オーストラリアとアジアと南北アメリカとオセアニアの間を埋める。太平洋は南アメリカ大陸の南、ホーン岬で大西洋と接する。

### 大西洋（Atlantic ocean）
大西洋は2番目に大きい海で、南極海から、南アメリカとアフリカ、北アメリカとヨーロッパの間を北極海まで広がる。大西洋はアフリカの南、アガラス岬でインド洋と接している。

### インド洋（Indian Ocean）
インド洋は、南極海から北はインドまで、西はアフリカから東はオーストラリアまでの範囲に広がる。インド洋は東側、オーストラリアの近くで太平洋と繋がっている。

### 南極海（Southern Ocean）
南極海は南極を取り巻く海で、南極環流に占められており、通例では南緯60度以南の海を言う。南極海の一部は海氷に覆われていて、その範囲は季節によって違う。南極海は五大洋の中で2番目に小さい。 

### 北極海（Arctic Ocean）
北極海は五大洋の中で1番小さい。グリーンランドとアイスランドの間で大西洋と、ベーリング海峡で太平洋と、それぞれ繋がっている。この大洋には北極点を含む。西半球では北アメリカに、東半球ではスカンジナビア半島とアジアに、それぞれ接している。北極海の一部は海氷に覆われていて、その範囲は季節によって違う。その道の権威の内には北極海を大洋ではなく大西洋の一部と考え、Arctic Mediterranean Sea（北極地中海）またはArctic Seaと呼ぶ人がいる。なぜなら周りがほとんど陸で、他の大洋とあまり海水を交換しないからである。